# Bazylika Matki Bożej Różańcowej i św. Benedykta z Palermo w Paysandú
Bazylika Matki Bożej Różańcowej i św. Benedykta z Palermo w Paysandú (hiszp. Basílica de Nuestra Señora del Rosario y San Benito de Palermo) – rzymskokatolicki kościół parafialny w mieście Paysandú w Urugwaju, wybudowany w latach 1860-1879, mający godność bazyliki mniejszej.

## Historia
W dniu 12 lutego 1805 roku biskup Buenos Aires Benito Lué y Riega utworzył parafię pod wezwaniem swojego patrona Benedyta z Palermo. Wiadomo, że w 1815 roku parafia ta miała kościół kryty słomą.
Kamień węgielny pod budowę obecnej świątyni został położony 25 sierpnia 1860 roku. Autorami projektu byli Bernardo i Francisco Poncini. Jednak prawie ukończona budowla została poważnie uszkodzona podczas oblężenia Paysandú w 1864 roku. W kolejnych latach trwała odbudowa kościoła, który zakończyła się w 1879 roku.
W nocy z 25 na 26 marca 1882 roku ołtarz główny padł ofiarą pożaru, został on zastąpiony nowym w 1883 roku. W 1882 roku ukończono marmurowe schody kościoła. Wykonanie dekoracji ścian i sufitów z freskami autorstwa Antonio Buscaglia ukończono w 1900 roku. W 1906 roku położono mozaikową posadzkę oraz zainstalowano organy Walckera pochodzące z Niemiec.
W dniu 11 listopada 1949 roku papież Pius XII ogłosił kościół bazyliką mniejszą.
W 1997 roku bazylika została uznana za narodowy zabytek historyczny (Monumento Histórico Nacional).

## Architektura i sztuka
Kościół wybudowano w stylu neorenesansowym. Świątynia ma strukturę bazylikalną o trzech nawach.
W ołtarzu głównym znajduje się wizerunek Matki Bożej Różańcowej.
Organy bazyliki mają 24 rejestry, 1784 piszczałek rozmieszczonych w 32 rzędach, dwie klawiatury ręczne i jedną nożną.
Najstarszy kościelny dzwon nosi napis Sante Nicolae, Ora Pro Nobis ano 1689.